# Gäddsjöbleriken
Gäddsjöbleriken är en sjö i Vilhelmina kommun i Lappland och ingår i Ångermanälvens huvudavrinningsområde. Sjön har en area på 0,145 kvadratkilometer och ligger 478,3 meter över havet. Gäddsjöbleriken ligger i Marsfjället Natura 2000-område. Sjön avvattnas av vattendraget Skidbergsbäcken.

## Delavrinningsområde
Gäddsjöbleriken ingår i det delavrinningsområde (722075-150898) som SMHI kallar för Utloppet av Gäddsjöbleriken. Medelhöjden är 489 meter över havet och ytan är 0,87 kvadratkilometer. Räknas de 5 avrinningsområdena uppströms in blir den ackumulerade arean 37,81 kvadratkilometer. Skidbergsbäcken som avvattnar avrinningsområdet har biflödesordning 4, vilket innebär att vattnet flödar genom totalt 4 vattendrag innan det når havet efter 382 kilometer. Avrinningsområdet består mestadels av skog (84 procent). Avrinningsområdet har 0,14 kvadratkilometer vattenytor vilket ger det en sjöprocent på 16 procent.